# Casa di Galileo Galilei (Firenze)
La casa di Galileo Galilei è un edificio storico del centro di Firenze, situata sulla costa San Giorgio 17-19-21. Il grande astronomo abitò qui solo per breve tempo; la sua famiglia possedette inoltre una casa attigua al n. 15, e i vicini di casa al n. 11 prestarono talvolta alcuni ambienti a Galileo per le osservazioni (tanto che anche lì si trova una lapide e viene chiamata "torre di Galileo"). Lo scienziato tuttavia visse molti anni alla villa Il Gioiello, sulla collina del Pian dei Giullari, confinato dopo essere stato costretto all'abiura dal Santo Uffizio. 

## Storia
La casa è nota in quanto legata al nome di Galileo Galilei e per essere stata della sua famiglia per circa due secoli. In particolare - a sottolineare l'attenzione un tempo tributata ai luoghi degli uomini illustri - è segnalata da Federico Fantozzi che la dice modesta ma "resa nobilissima dall'immortale scienziato", sottolineando come "il forestiero non possa sicuramente partirsi dall'Atene italiana senza prima averla visitata". 
L'edificio è in effetti da identificare con la "casa con l'orto, conserva di acqua et corte, posta in Firenze sulla Costa di San Giorgio" acquistata da Vincenzio Galilei, figlio dello scienziato, e da sua moglie Sestilia Bocchineri in occasione della nascita del loro primo figlio nel dicembre del 1629, chiamato pure Galileo (i due si erano sposati a gennaio, con una cospicua dote di 700 scudi portata dalla donna). Questa proprietà sarebbe poi stata ampliata con l'acquisto nel 1634 della casa confinante (a determinare una unica abitazione rispondente agli attuali numeri civici 15, 17, 19 e 21) da parte di Vincenzio ma a nome del padre Galileo. Lo scienziato nel frattempo, dopo la morte della figlia suor Celeste e sempre più gravemente ammalato di ernia, di cuore e afflitto da cecità, col permesso del Sant'Uffizio concesso "per curare le sue indisposizioni", si trasferì in Costa San Giorgio nel corso del 1638, assistito dal figlio e dalla nuora, che gli fu sempre cara. Già nel 1639 tuttavia Galileo tornò nella villa il Gioiello ad Arcetri, assistito dall'allievo Vincenzo Viviani e poi da Evangelista Torricelli, dove rimase fino alla morte nel 1642.
La casa rimase nelle mani degli eredi Galilei fino al XIX secolo: nella planimetria catastale del 1833 sono indicati come proprietari Alessandro e Leopoldo d'Antonio Galilei, mentre nel 1884 si hanno alcuni atti a nome di Enrichetta Galilei, figlia di Leopoldo.
La facciata e le sue decorazioni sono state restaurate nel 1998, quando vennero riscoperte le due allegorie femminili precedentemente coperte. Nel 2003 alcuni lavori interni hanno riscoperto al primo piano pietre lavorate riutilizzate nella murature e il framnmento di un fregio dipinto con fiori su sfondo azzurro.

## Descrizione

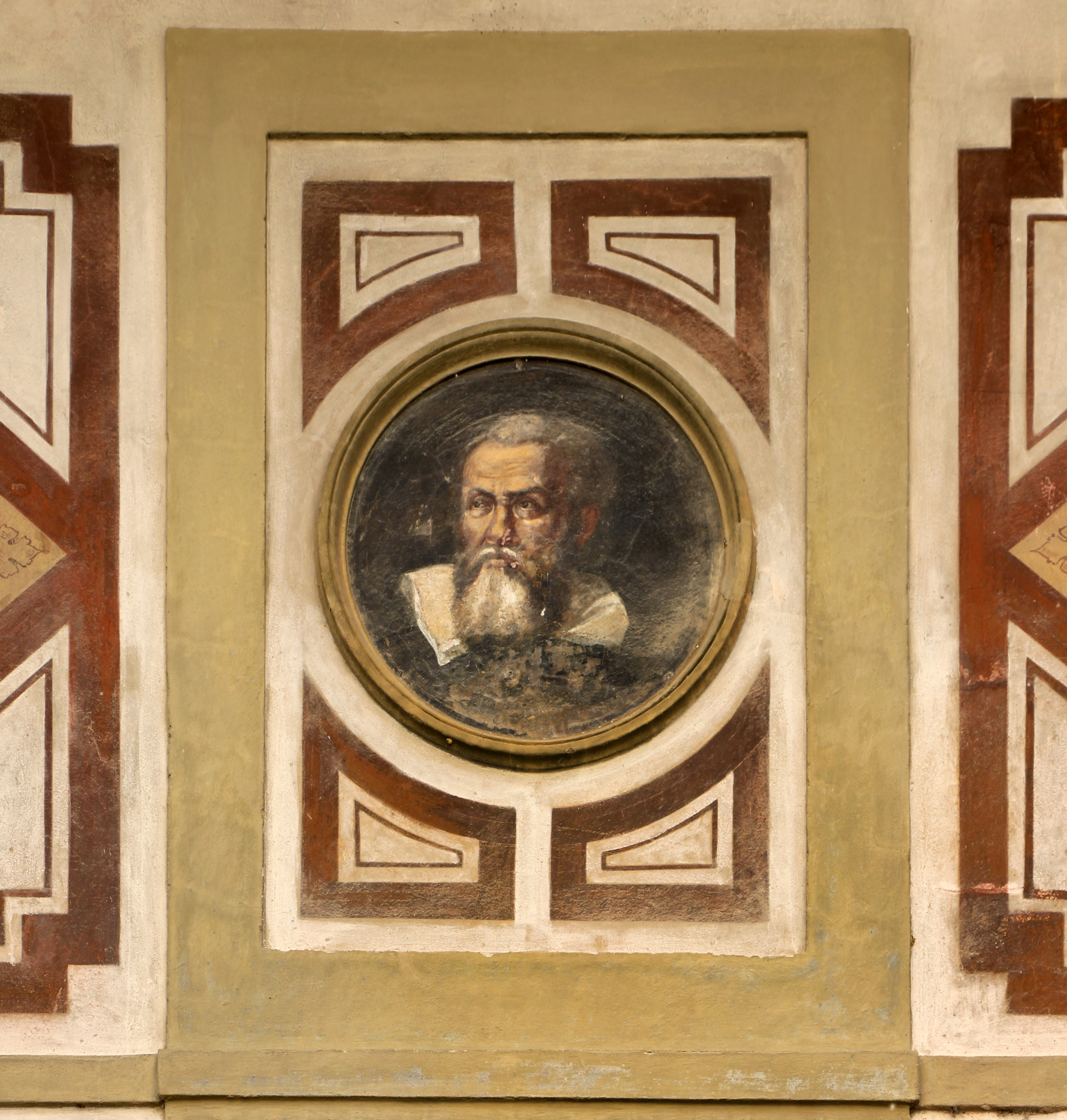
Ritratto di Galileo

Attualmente la casa si presenta a due piani, con forme oltremodo modeste tuttavia nobilitate, per tutta l'altezza del fronte del secondo piano, da specchiature dipinte e da tre medaglioni (posti a intervallare le quattro finestre) con raffigurate ai lati figure allegoriche delle scienze, al centro il ritratto di Galileo, ispirato a quello noto di Giusto Sustermans. 
Sul portone segnato con il n. 19 è una lapide con una iscrizione (già segnalata e trascritta da Francesco Bigazzi nel 1886) che ricorda la visita che qui avrebbe fatto Ferdinando II de' Medici allo scienziato. Il granduca dopotutto era confinato con la famiglia alla palazzina del Forte Belvedere durante la peste del 1630, e ogni mattina scendeva in città a dare quei severi ordini sanitari che contennero il contagio; in quelle occasioni si sarebbe fermato in più occasioni alla casa di Vincenzio Galilei dove sarebbe stato temporaneamente ospite lo scienziato, di cui Ferdinando fu strenuo sostenitore e difensore.
| QUI OVE ABITÒ GALILEO NON SDEGNÒ PIEGARSI ALLA POTENZA DEL GENIO LA MAESTÀ DI FERDINANDO II° DEI MEDICI |

Tuttavia la storia delle visite del granduca sono per lo più leggende nate in epoca romantica, nel XIX secolo, perché dall'accurato spoglio della corrispondenza di Galileo e dei suoi familiari si evince che al tempo della peste Galileo risiedeva ancora alla villa di Bellosguardo e che nel corso del 1631 si trasferì ad Arcetri per essere più vicino alla figlia, e che in quel periodo fu piuttosto Vincenzio ad essere ospite del padre, e non viceversa, e che anzi per sfuggire al contagio Vincenzio egli risiedette soprattutto a Prato e a Montemurlo, dai parenti di sua moglie, mentre alla Costa soggiornavano due suoi cognati che erano impiegati alla corte granducale. Tuttavia qualche soggiorno occasionale di Galileo in questa casa in quegli anni non è da escludere, come si evince da una lettera del 1632 in cui Vincenzio prega i cognati Geri e Alessandro Bocchineri di tenere una camera per il padre "in caso di malattie o d'altro". 
Tornando alla descrizione della casa, sui due ingressi laterali sono due scudi con le armi della famiglia Galilei (normalmente d'oro, ma qui d'argento, alla scala di tre pioli di rosso). Sulla facciata occidentale (che guarda a uno spazio a verde chiuso dal muro che circonda la proprietà sul vicolo della Cava) esistono gli avanzi di una meridiana datata 1620, che si dice disegnata da Galileo o da lui fatta disegnare. L'iscrzione frammentariA che si legge sul cartiglio parla comunque dell'opera di un certo Bernardino ("OPVS BERNARDINI...I MDCXX").

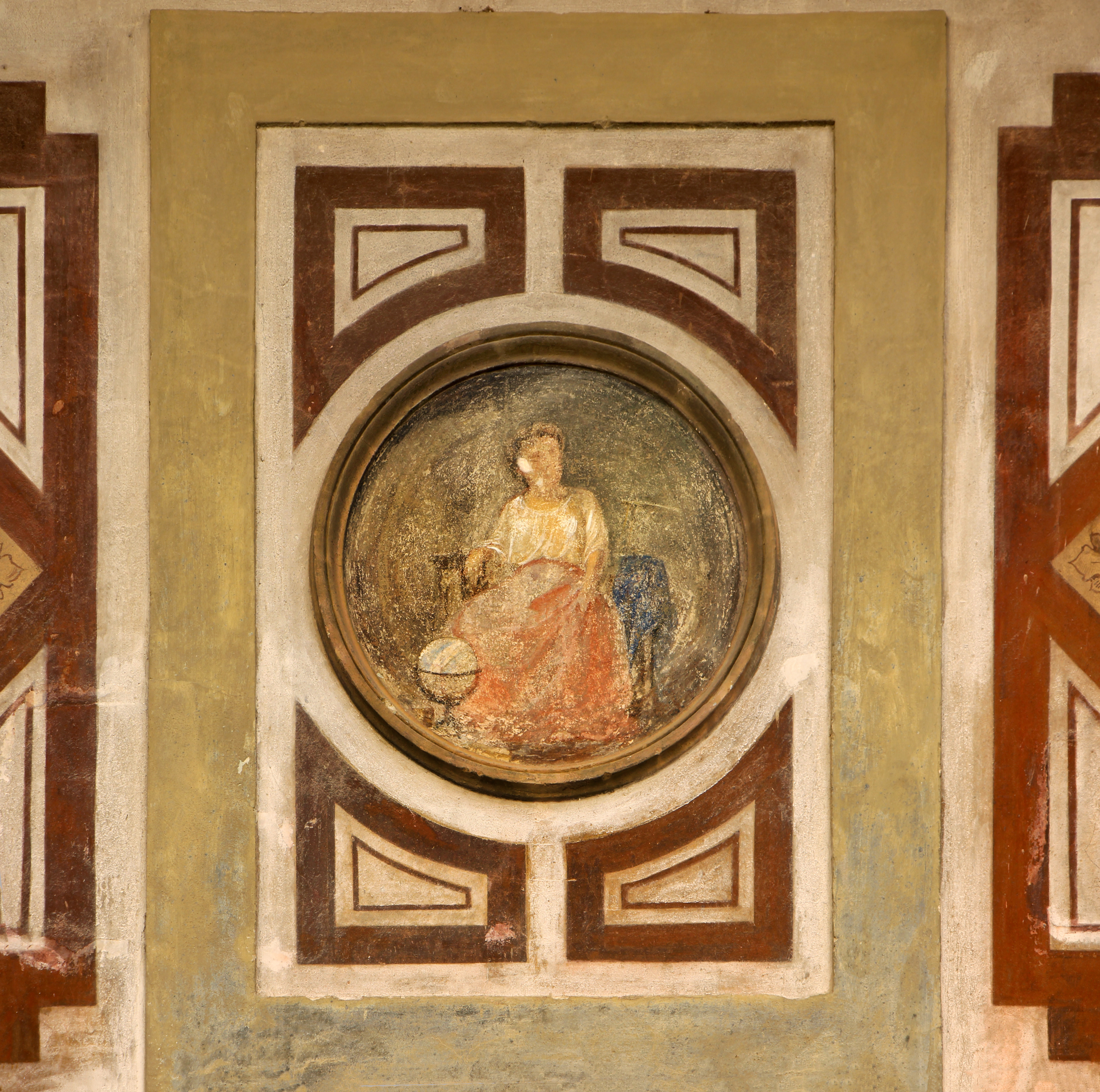
L'Astronomia
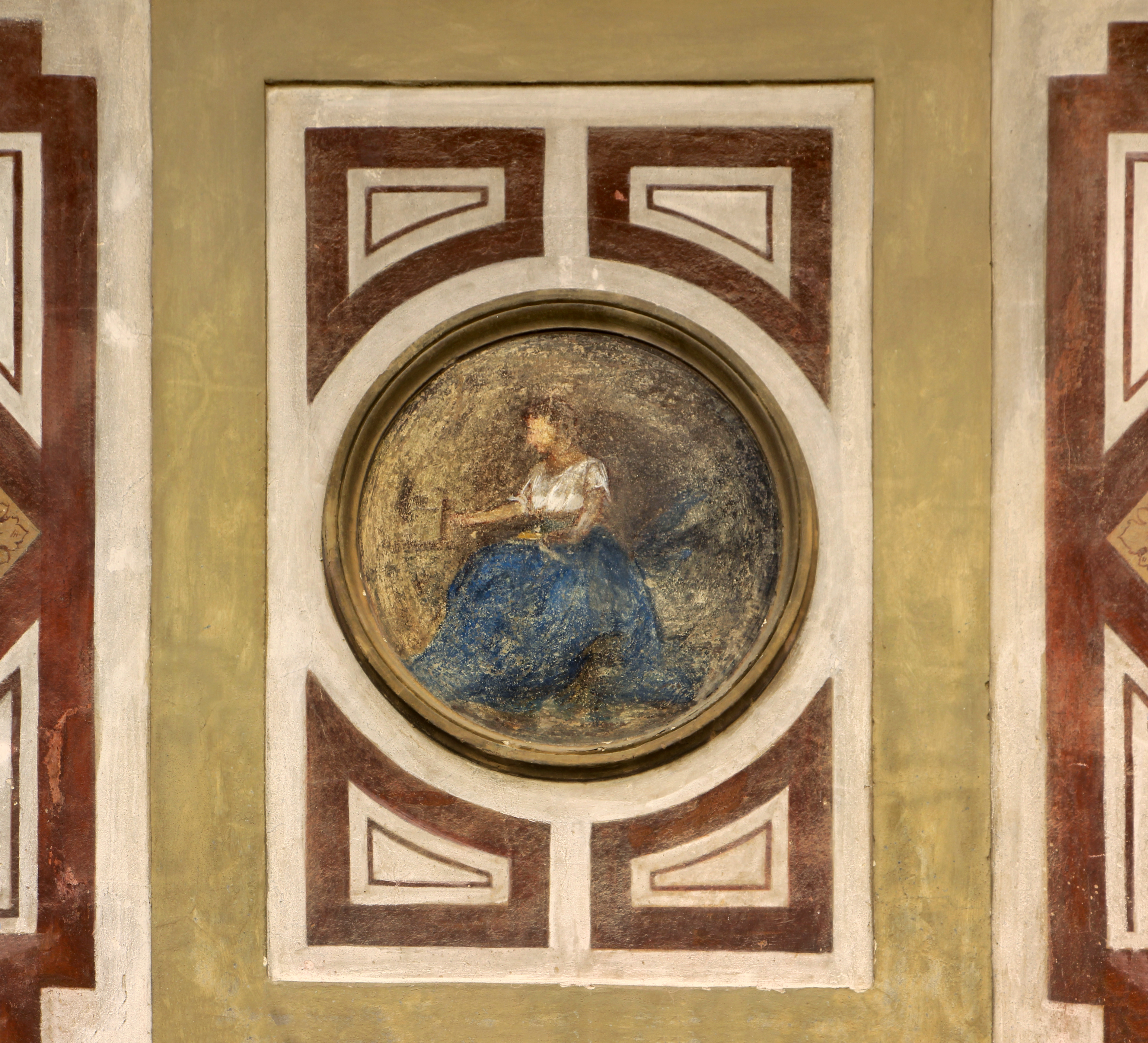
La Scienza
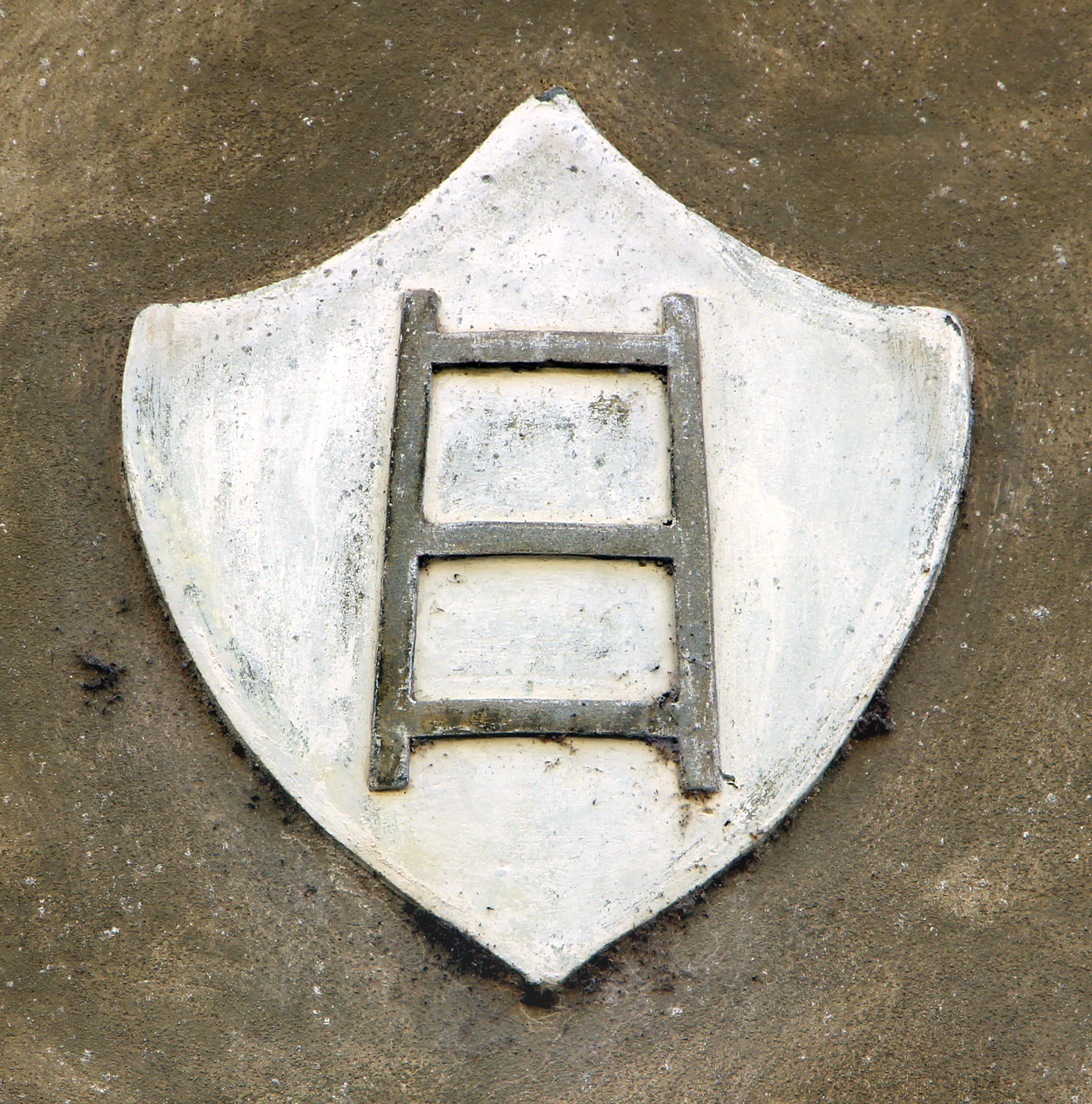
Stemma Galilei
La meridiana

L'edificio al 15 presenta invece un fronte oltremodo semplice, organizzato su due assi per tre piani, proprio di una modesta casa a schiera, in aderenza all'altra. Proprio dai Galilei dovette essere ristrutturata in modo da determinare una sola unità abitativa, che nel tempo è stata nuovamente frazionata.

### La "torre" di Galileo
La numero 11 della stessa strada si presenta un edificio con un fronte organizzato su due assi per tre piani, con portone e finestre incorniciate in pietra, secondo un disegno tipicamente cinquecentesco che si ripete con identici modi per la casa confinante, segnata dal numero 13 (sebbene con gli elementi a diverse altezze in ragione della forte pendenza della costa), di modo che le due abitazioni appaiono partecipare di una sola fabbrica, ampia e di nobili forme. La casa al numero 11 è stata spesso confusa con quella della famiglia Galilei (ai numeri 17, 19 e 21), in ragione dell'esistenza qui di una torre che reca una targa con l'iscrizione: "Da questa casa Galileo Galilei speculando sul moto degli astri divinò quello della terra", il che lega sicuramente il luogo alla memoria del grande scienziato. Tuttavia l'edificio si deve ritenere estraneo alle proprietà dei Galilei e la torre concessa allo scienziato per i suoi studi a titolo di buon vicinato. Acquistata nel 1991 dall'architetto Patrizia Pietrogrande la casa è stato dalla stessa attentamente restaurata, come documentato in una pubblicazione. In prossimità dell'ingresso è una targa marmorea posta dal Comune in ricordo della scoperta condotta dallo scienziato dei 'satelliti medicei', con evidente riferimento alle osservazioni compiute dalla torre ma che comunque ingenera una certa confusione sulla storia del luogo.
| NELL’ANNO 1609 GALILEO GALILEI PERFEZIONANDO L’USO DEL CANNOCCHIALE CONDUCEVA LE OSSERVAZIONI ASTRONOMICHE CHE LO AVREBBERO PORTATO ALLA SCOPERTA DEI “ SATELLITI MEDICEI ” DI GIOVE NEL IV° CENTENARIO IL COMUNE DI FIRENZE POSE |

Al n. 9 della strada si trova anche una lapide col motto Nullius in verba, che allude alla determinazione di dimostrare i fatti scientifici secondo il metodo sperimentale, non "a parole", ed è in tutta probabilità da mettere in relazione con i luoghi galileiani lungo questa via. 

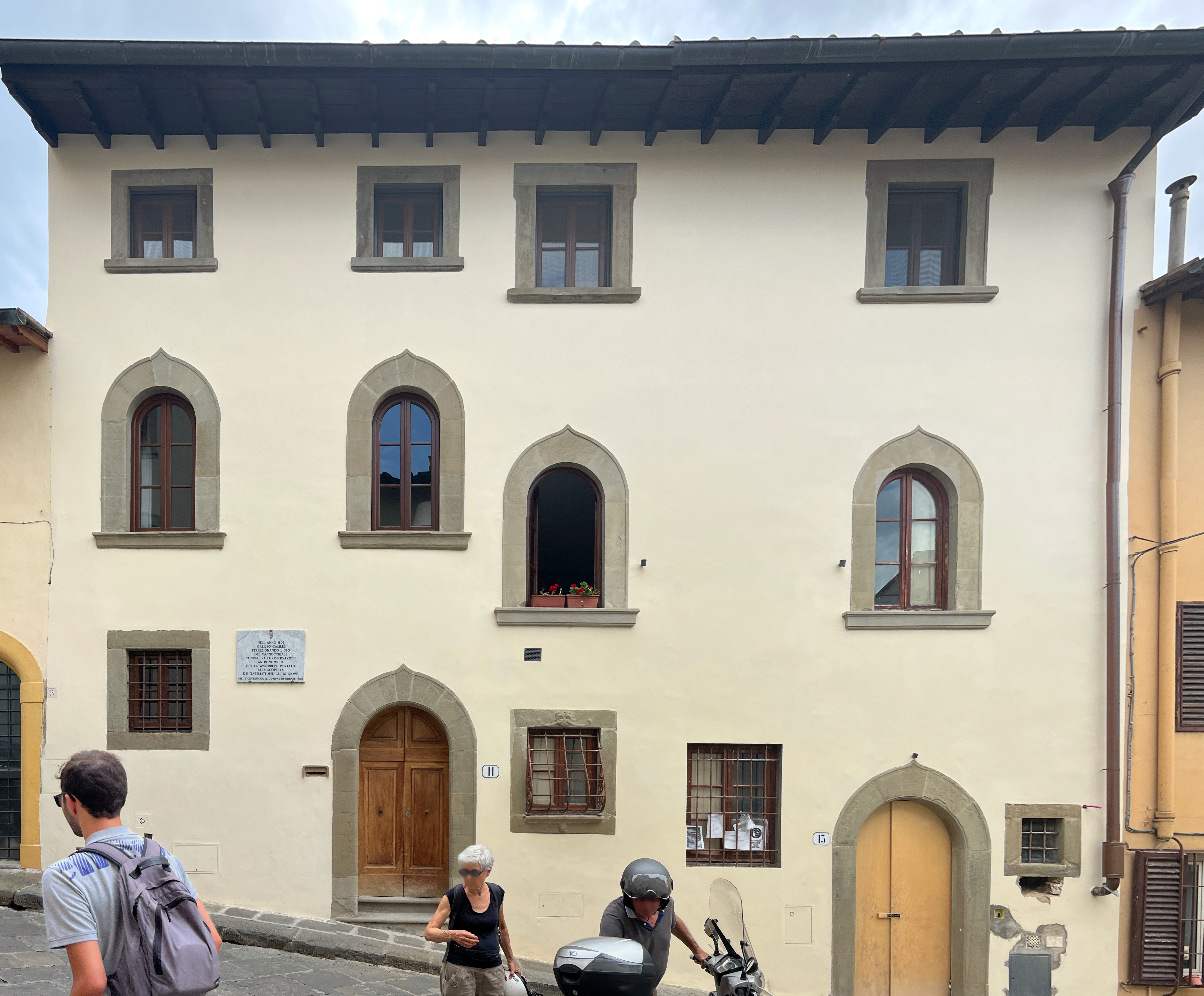
La casa al n. 11-13
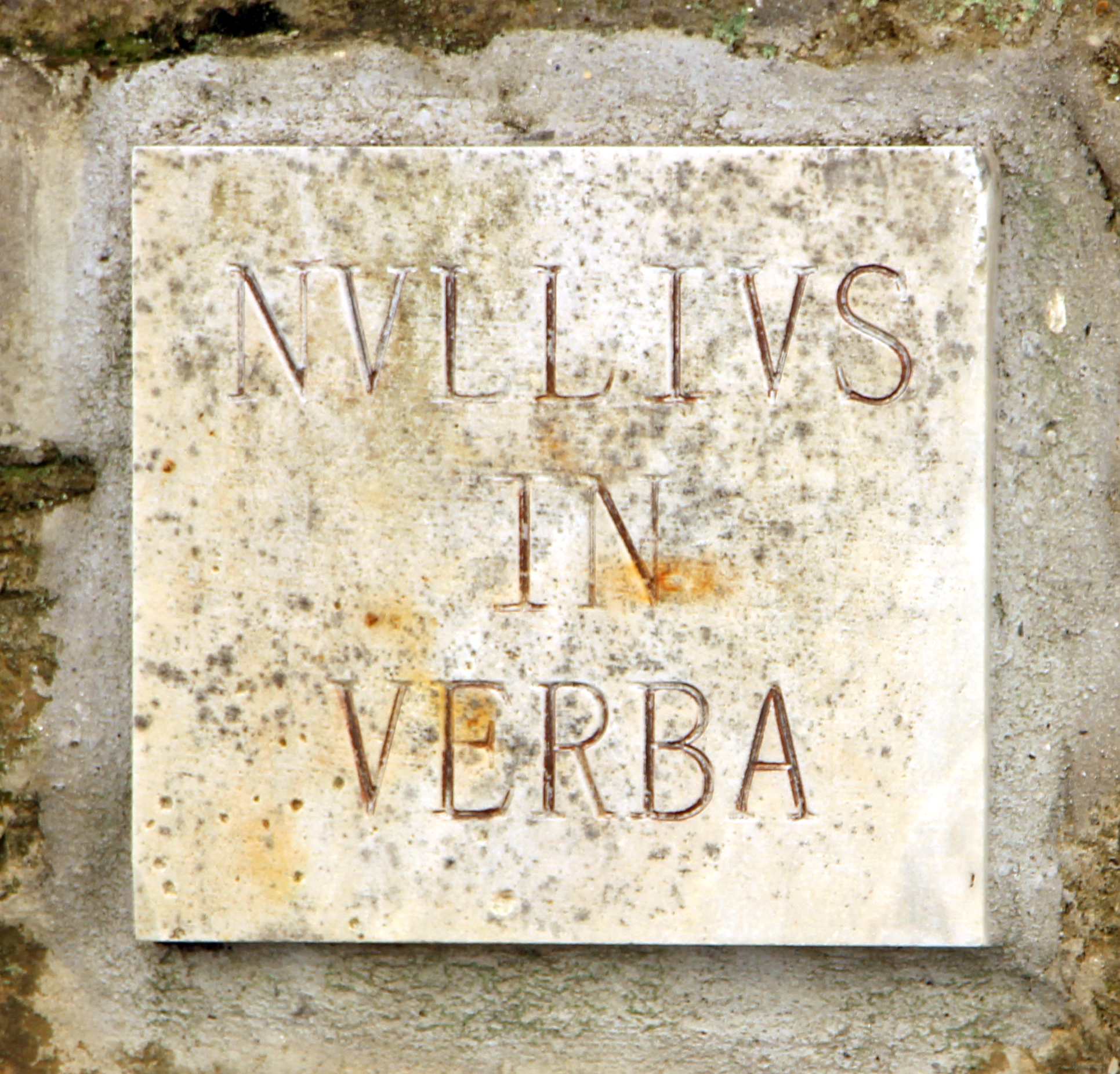
Lapide "Nullius in verba"